# إس كيو إل سيرفر اكسبريس
إس كيو إل سيرفر اكسبريس هو إصدار من نظام إدارة قواعد البيانات العلائقية لـ مايركوسوف إس كيو إل سيرفر وهو مجاني، أي يمكن تحميله من الإنترنت وتوزيعه واستخدامه بشكل مجاني. ويتضمن على قاعدة بيانات مستهدفة خصيصًا للتطبيقات المدمجة والصغيرة . يتتبع المنتج جذوره إلى منتج Microsoft Database Engine (MSDE) ، الذي تم تضمينه مع SQL Server 2000. تم استخدام العلامة التجارية "Express" منذ إصدار SQL Server 2005.

## قدرات
يقوم إس كيو إل سيرفر اكسبريس بتوفير العديد من ميزات نظام إدارة قواعد بيانات Microsoft SQL Server المدفوع ذو النسخة الكاملة. غير أنه يحتوي على قيود تقنية تجعله غير مناسب لبعض عمليات النشر واسعة النطاق. تشمل الاختلافات في منتج Express ما يلي:
- الحد الأقصى لحجم قاعدة البيانات هو 10غيغابايت لقاعدة البيانات الواحدة في كل من SQL Server 2016 و SQL Server 2014 و SQL Server 2012 و 2008 R2 Express [3] (4   غيغابايت ل SQL Server 2008 Express والإصدارات السابقة ؛ مقارنة ب 2   GB في MSDE السابقة). ينطبق هذا الحد لكل قاعدة بيانات (ما عدا ملفات السجل)؛ ولكن في بعض السيناريوهات، يمكن أن يصل المستخدمين إلى المزيد من البيانات من خلال استخدام قواعد بيانات متعددة متصلة.
- لا توجد خدمة إس كيو إل سيرفر إجنت [4][5]
- حدود استخدام الأجهزة الصنعية:
  - وحدة المعالجة المركزية واحدة، مع السماح بالأنوية المتعددة.[6]
  - 1 غيغابايت من ذاكرة الوصول العشوائي (يمكن أن يعمل على نظام يحتوي على كمية أكبر من ذاكرة الوصول العشوائي، ولكن يستخدم فقط على الأكثر 1غيغابايت لكل نسخة من SQL Server Database Engine. «الموصى به: نسخة اكسبريس: لجميع الإصدارات الأخرى 1 غيغا بايت: على الأقل 4 غيغابايت ويجب زيادتها مع زيادة حجم قاعدة البيانات لضمان الأداء الأمثل.» [7] ).[8] يحتوي اكسبريس مع الخدمات المتقدمة على حد أقصى 4   غيغابايت لكل نسخة من خدمات التقارير (غير متوفر في البدائل الأخرى Express ). خدمات التحليل غير متوفرة لأي بديل Express.

## وصلات خارجية
- الموقع الرسمي

لم يتم العثور على روابط لمواقع التواصل الاجتماعي.